# БК ЦСКА (София)
ЦСКА (абревиатура от Централен спортен клуб на армията, изговаря се цѐ сѐ ка̀) е български баскетболен клуб от София. 12 пъти шампион на България и носител на 17 Купи на България при мъжете. 1 път шампион на България и 1 път носител на Купата на страната при жените. Женският тим на БК ЦСКА е шампион на Адриатическата лига сезон 2006/07. Клубът е основан през 1948 година. Отборът играе мачовете си в спортната зала към стадион „Българска армия“.

## История

### Мъже
На 28 октомври 1923 година клубовете – Атлетик (създаден през 1910 г.), Слава (създаден през 1916 г.) и Офицерски Спортен Клуб се обединяват под наименованието Офицерски Спортен Клуб Атлетик Слава 1923 или за кратко АС`23. Клубът е бил под патронажа на Министерството на войната, което осигурява екипировката за клуба. През 1942 г. отборът заема второ място в първенството на България.
През 1944 г. АС`23 бива обединен с клубовете на Шипка (София), Победа (Орландовци) и График (бившия Цар Борис III) под името „Чавдар“. Чавдар завършва трети в държавния шампионат. 1948 година управниците на Чавдар (преминал вече към Централния дом на Войската и носещ името Ц.Д.В.) се договарят със Септември (София) и двата клуба се обединяват на 5 май 1948. През сезона 1948 „Септември при ЦДВ“ заема второто масто, а през сезон 1949 отбора печели първата си титла вече като ЦДНВ. През 1950 г. тимът отново заема първото място. През 1951 г. ЦДНВ е за трети пореден път шампион. Клубът има общо 12 шампионски титли, 14 втори места и 3 трети.
Основоположници на клуба са Константин Тотев, Илия Ангелов, Тонко Райнов, Любомир Катерински и др. По-късно в отбора играе и Константин Коцев, който след края на състезателната си кариера е артист в Народния театър. Тогава още войник, Коцев рецитирал откъси от пиеси пред своите съотборници и се помни като една от най-колоритните личности в „червения“ клуб.
В периода 1948 – 1974 г. от баскетболните състави са излъчени 26 майстори на спорта.
Сред най-известните баскетболисти на ЦСКА са Димитър Донев, Климент Каменаров, Константин Тотев, Илия Ангелов, Тонко Райнов, Георги Малеев, Цвятко Барчовски, Темелаки Димитров, Атанас Голомеев, Петко Маринов, Милко Арабаджийски, Румен Пейчев и други. В ЦСКА са работили и известните треньори Любомир Катерински, Илия Семов, Косьо Тотев, Цвятко Барчовски, Омуртаг Кузманов, Нино Войнов, Петко Маринов.
Най-силните периоди от историята на БК ЦСКА-мъже са в началото на 50-те, както и в средата на 60-те и 70-те години на 20 век, когато „червените“ грабват множество титли в България и с представянето си в Европейските турнири, където отстраняват колоси като ЦСКА (Москва), АЕК (Атина), Олимпиакос (Пирея), Хувентуд (Бадалона) и др., се превръщат в един от най-силните баскетболни клубове на стария континент.
През сезон 2006/07 начело на отбора застават Емил Коен и Владимир Федяев които успяват да вдигнат на крака отбора. На 24 юни 2007 Коен и Федяев загинаха в автомобилна катастрофа. От 9 юли 2007 за презитент на БК ЦСКА е назначен Росен Барчовски, а спонсор му стана бившият спортен министър Васил Иванов-Лучано.
Лучано довежда в отбора Георгиос Стерянопулос който се наема да спонсорира и ръководи отбора. През февруари 2009 г. треньорите и българските играчи напускат отбора заради неплатени заплати, а залата на стадион Българска армия не отговаря на изискванията. От 6 февруари 2009 официално няма мъжки отбор на ЦСКА.
През 2009 следват опити за възстановяване на ЦСКА от Васил Микулаш, който открива детска баскетболна школа под името ЦСКА Червено знаме, но през 2012 година клубът му е изваден от БФБаскетбол с мотива, че няма отбор в нито едно първенство.
За сметка на това, през есента на 2012 ентусиастите Александър Чакмаков и Роберт Гергов регистрират нов ЦСКА в баскетболната федерация. Откриват школа, след това ремонтират изоставената зала на стадион „Българска армия“, като я преименуват на „Румен Пейчев“ в памет на легендарния играч и треньор на „армейците“. След ремонта, децата от школата влизат в своя дом и в началото на 2013 ЦСКА има два отбора – деца до 8 години и деца до 10 години. През юли 2013 отборите в школата на ЦСКА стават пет – към 8 и 10-годишните се прибавят възрастови групи до 12, 14 и в по-горната група до 16 години (кадети). През лятото на 2014 година се добавя и отбор на юношите старша възраст, а кадетите се преструктурират в два отбора.
На 22 октомври 2015 г. президентът на БК ЦСКА Роберт Гергов събира журналисти в старата гребна зала на местността Къро на 4-ти километър и представя проект, с който тя ще бъде преструктурирана в модерна баскетболна зала, отговаряща на всички български и международни изисквания. С това реално започва и реконструкцията на залата, която е с капацитет от 600 седящи места, а очакванията са да бъде готова към края на 2017 или лятото на 2018 г. Гергов съобщава също и че от сезон 2016/2017 ЦСКА отново ще има мъжки представителен отбор. Той ще играе един сезон във втора дивизия (А група), за да се обиграе, след което ще се завърне в елита (НБЛ). 
След няколко сезона във второто ниво през сезон 2021/22 ЦСКА го печели, побеждавайки на финала отбора на Шумен II (79:62). По пътя към трофея на Националните финали „Армейците" елиминират Бавни и яростни (Плевен) на 1/4 финал и Чавдар (Троян) на полуфиналите.

### Жени
Предшественикът на ЦСКА АС`23 е един от пионерите на баскетбола сред дамите в България. В годините преди Втората световна война специален „Дамски комитет“ към клуба отговаря за развитието на женските направления в спортовете волейбол, баскетбол и лека атлетика.
Известни състазателки от този първи период на женския баскетболен ЦСКА са Цеца Димитрова, Зоя Симеонова, Дора Хоришек, Надя Димитрова, Милка Романова, Теодора Оскарова, Анка Пеева и др. По-голямата част състезателките практикуват едновременно баскетбол и волейбол, според установената практиката, просъществувала до края на 40-те.
Още първите години след учредяването на АС`23 са спечелени няколко втори и трети места в Софийското регионално първенство, но постепенно клубът загърбва баскетболната игра при жените и отборът прекъсва участието си в първенствата между 1936 и 1938 година.
Построяването на образцово дренирано открито игрище през 1938 година дава нов тласък в развитието на женския баскетбол. Възраждането на тима се материализира със спечеленото 3-то място в Софийския шампионат през сезон 1941/42.
В края на 1944 година АС`23 и няколко по-малки клуба, неразвиващи женски баскетбол, се обединяват в „Чавдар“. Настъпва формално изменение единствено на името на клуба, като баскетболистките, игрището и функционерите, грижещи се за състава, остават непроменени. 1945/46 тимът извоюва правото да се състезава във финалния кръг на Републиканското първенство и записва най-големия успех в клубната си история – вицешампионско звание. Звездата в онези години се нарича Елена Балъкчиева – национален състезател по баскетбол и волейбол.
На 15 февруари 1948 година се провежда годишно-отчетно събрание на което Дружество за физкултура и спорт „Чавдар“ и физкултурния колектив при ЦДВ се обединяват. Прието е новият клуб да носи името „ЦДВ“. След обединението на ЦДВ и Септември от 5 май 1948 година, новият клуб продължава с актива на ЦДВ. На практика отборът е съставен само от играчи на ЦДВ. ЦСКА е военният клуб на България до 1989 г. и е носител на традицията още от формирането на офицерския спортен клуб АС-23 през 1923 година.
Следващите сезони са период на лъкатушения и търсене на място под баскетболното слънце. Неуспешният период в началото на 50-те предизвиква ръководителите на ЦСКА да вземат решение за прекратяване участието на представителния тим в Републиканските първенства. Приоритет става развитието на детско-юношеската школа и подготовката на кадри за бъдещето възкресение.
Повторното връщане към живот на женския баскетбол в ЦСКА се случва през сезон 1963/64. Отборът си осигурява участие във финалния турнир за купата в Ботевград, където заема престижното 4-то място. Същия сезон шампионатът на страната (под името Републиканска Спартакиада) се провежда отделно от създадената през 1962 година А РБГ за жени. Възползвайки се от ситуацията ЦСКА успява да се класира за последния етап на надпреварата и завършва 7-и в крайното подреждане.
През август 1964 година „армейките“ печелят квалификациония турнир в Ст. Загора за попълване на местата в женската А група и за първи път в историята си влизат във висшата дамска баскетболна дивизия на България.
С легендата Т.Райков на треньорския пост, ЦСКА (жени) се стабилизира в първата половина на таблицата в една от елитните женски лиги в Европа и записва сравнително добри резултати в условията на изключително силна конкуренция. Малко не достига да бъде спечелена купата на България през 1967 година.
Липсата на трофеи принуждава клубното ръководство да назначи през 1971 година най-успешния треньор в историята на Българския баскетбол Людмил Катерински начело на женския тим на „червените“. В състава, освен познатите Зорка Кръстева, Дочка Коликовска, Веселка Тодорова, Ел. Кафалиева и др., са привлечени много нови лица, но късметът продължава да бяга от дамския ЦСКА. Жадуваните отличия така и не пълнят витрината на отбора. Дори се стига до декларация за закриване след третия кръг от първенството за сезон 1972/73. Началниците на баскетбола в ЦСКА обаче преосмислят решението си и „армейките“ продължават участието в групата.
Няколко наставника се сменят на кормилото на тима (Гаевски, Цв. Барчовски, Ил. Асенов, Иван Коконов), пробват се различни варианти и изпълнители, но освен спечеленото под ръководството на Цвятко Барчовски второ място за Купата на България 1974 година, нищо съществено не е постигнато. Единственото събитие от началото на 70-те, което заслужава да се отбележи, е присъствието за кратко на Петкана Макавеева при „армейките“.
Окичилата се със световна слава баскетболистка започва своята бляскава кариера в девическите формации и първия тим на ЦСКА, преди по-късно да се превърне в основна фигура за националния отбор, „Академик“ и „Левски-Спартак“.
Постепенно съставът се свлича в класирането и започва да линее. Ръководството не отделя необходимите грижи за обезпечаване на качествена селекция и адекватна подготовка. На два пъти „червените“ с мъка се спасяват от изпадане и през април 1979 година логично се стига до решение за окончателно затваряне на дамското баскетболно направление в ЦСКА.
Тягостната 27-годишна пауза без женски баскетбол в ЦСКА е прекъсната през лятото на 2006 година. Третото поредно възстановяване на тима се превръща във факт, благодарение на огромните усилия на ген.мениджъра Емил Коен, ст. треньора Георги Божков и новото ръководство на „червените“.
Възраждането на БК ЦСКА (жени) носи много радост на феновете и натрапчивото усещане за начало на нова ера в женския баскетбол в България. Създаден е отбор с перфектна организация, който набързо спечели сърцата на публиката и стана причина в клубния музей да се появи първият международен трофей – купата на Адриатическата лига и първата Купа на България. Червените Ангели успяха да спечелят и Националния шампионат на България, за сезон 06/07, което се случва за първи път в цялата история на женския тим на ЦСКА. Отборът е поканен да участва в Евролигата, но по време на разговорите във Франция загиват президентът и главният мениджър Владимир Федяев и Емил Коен.
След смъртта на Коен и Федяев отборът бива разформирован поради липса на пари.

## Ръководство
- Роберт Гергов – Председател на УС
- Александър Чакмаков Член на УС
- Георги Атанасов – Член на УС

## Успехи – Мъже
- 12 пъти шампион – (1949, 1950, 1951, 1965, 1967, 1977, 1980, 1983, 1984, 1990, 1991, 1992).
- 17 носител на Купата на България - (1953, 1955, 1962, 1963, 1973, 1974, 1977, 1978, 1981, 1984, 1985, 1989, 1990, 1991, 1992, 1994, 2005).
- 1 път ББЛ „А" група (ІІ дивизия) - (2022)
- 1 път 1/2 финалист в европейския турнир за Купата на Носителите на Национални купи (1975).
- 2 пъти 1/4 финалист в турнира за Купата на Европейските шампиони (1966), (1968).
- 2 пъти 1/4 финалист в европейския турнир за Купата на Носителите на Национални купи (1974), (1976).

## Успехи – Жени
- 1 път Шампион на България (2007).
- 1 път носител на Купата на България (2007).
- 1 път шампион в Адриатическата лига (2007).
- 1 път на второ място в турнира за Купата на България (1974)